# 페일 라거

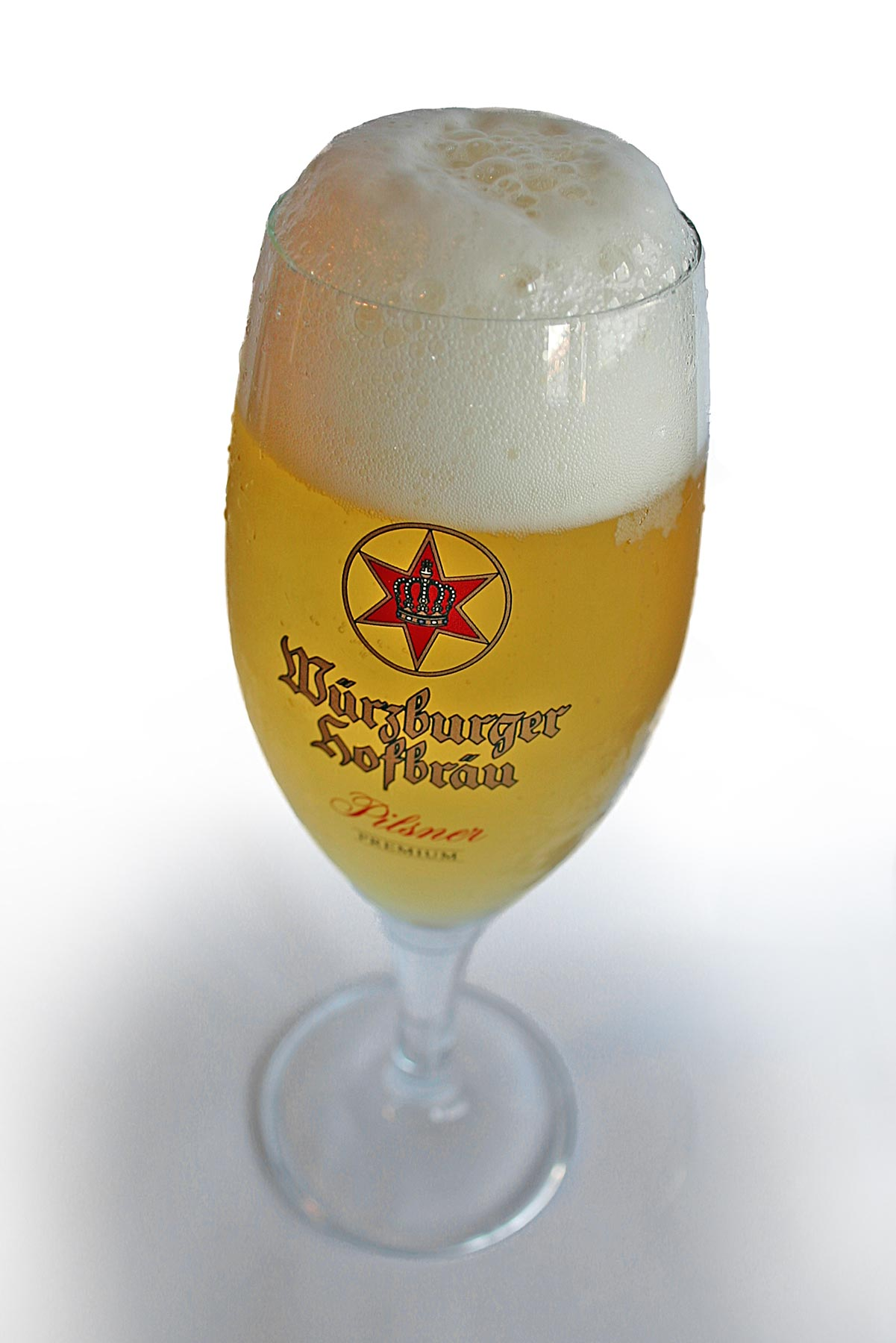
Würzburger Hofbräu

페일 라거(영어: pale lager)는 옅은 황금색을 띤 라거 맥주다.
19세기 중반, 가브리엘 세들마이어는 영국의 페일 에일 양조 및 맥아 제조 기술을 독일의 슈파텐 양조장으로 다시 가져와 기존의 라거링 방법에 적용했다. 그 결과 나온 맥주는 점차 전 세계로 퍼져 오늘날 세계에서 가장 흔히 소비되는 맥주가 되었다.